# العلاقات المارشالية السورية
العلاقات المارشالية السورية هي العلاقات الثنائية التي تجمع بين جزر مارشال وسوريا.

## مقارنة بين البلدين
هذه مقارنة عامة ومرجعية للدولتين:
| وجه المقارنة                                              | جزر مارشال                     | سوريا                    |
| --------------------------------------------------------- | ------------------------------ | ------------------------ |
| المساحة (كم2)                                             | 181                            | 185.18 ألف               |
| عدد السكان (نسمة)                                         | 53.13 ألف                      | 18.27 مليون              |
| الكثافة السكانية (ن./كم²)                                 | 29.35 ألف                      | 98.66                    |
| العاصمة                                                   | ماجورو                         | دمشق                     |
| اللغة الرسمية                                             | لغة إنجليزية، اللغة المارشالية | اللغة العربية            |
| العملة                                                    | دولار أمريكي                   | ليرة سورية               |
| الناتج المحلي الإجمالي (بليون دولار)                      | 199.40 مليون                   | 60.20 مليار              |
| الناتج المحلي الإجمالي (تعادل القوة الشرائية) بليون دولار | 207.25 مليون                   |                          |
| الناتج المحلي الإجمالي الاسمي للفرد دولار أمريكي          | 3.38 ألف                       |                          |
| الناتج المحلي الإجمالي للفرد دولار أمريكي                 | 3.80 ألف                       |                          |
| مؤشر التنمية البشرية                                      |                                | 0.594                    |
| رمز المكالمات الدولي                                      | +692                           | +963                     |
| رمز الإنترنت                                              | .mh                            | .sy                      |
| المنطقة الزمنية                                           | ت ع م+12:00                    | ت ع م+02:00، ت ع م+03:00 |

## منظمات دولية مشتركة
يشترك البلدان في عضوية مجموعة من المنظمات الدولية، منها:
| علم المنظمة | اسم المنظمة                   | تاريخ انضمام جزر مارشال | تاريخ انضمام سوريا |
| ----------- | ----------------------------- | ----------------------- | ------------------ |
|             | البنك الدولي للإنشاء والتعمير | 21 مايو 1992            | 10 أبريل 1947      |
|             | يونسكو                        | 30 يونيو 1995           | 16 نوفمبر 1946     |
|             | الاتحاد الدولي للاتصالات      | 22 فبراير 1996          | 12 يناير 1924      |
|             | مؤسسة التمويل الدولية         | 23 سبتمبر 1992          | 28 يونيو 1962      |
|             | منظمة الشرطة الجنائية الدولية | ?                       | ?                  |
|             | الأمم المتحدة                 | 17 سبتمبر 1991          | 24 أكتوبر 1945     |
|             | مؤسسة التنمية الدولية         | 19 يناير 1993           | 28 يونيو 1962      |
|             | منظمة حظر الأسلحة الكيميائية  | ?                       | ?                  |